# PEC Zwolle
A PEC Zwolle holland labdarúgóklub, mely jelenleg az első osztályban szerepel.

## Keret

### Jelenlegi keret
2021. február 1-i állapotnak megfelelően.
| #  |     | Poszt | Név                                              |
| -- | --- | ----- | ------------------------------------------------ |
| 1  | NED | K     | Xavier Mous                                      |
| 2  | NED | V     | Bram van Polen ()                                |
| 3  | FIN | V     | Thomas Lam                                       |
| 4  | JPN | V     | Nakajama Júta                                    |
| 5  | NED | V     | Kenneth Paal                                     |
| 6  | NED | KP    | Mustafa Saymak                                   |
| 7  | NED | CS    | Virgil Misidjan                                  |
| 8  | IRN | CS    | Rezá Gucsannezsád                                |
| 9  | NED | CS    | Mike van Duinen                                  |
| 11 | NED | KP    | Jesper Drost                                     |
| 13 | GER | KP    | Rico Strieder                                    |
| 14 | BEL | CS    | Manuel Benson (kölcsönben az Antwerp csapatától) |
| 15 | NED | V     | Sam Kersten                                      |

| #  |     | Poszt | Név                                                         |
| -- | --- | ----- | ----------------------------------------------------------- |
| 17 | KOS | V     | Destan Bajselmani                                           |
| 20 | NED | KP    | Thomas van den Belt                                         |
| 21 | NED | KP    | Samir Lagsir                                                |
| 22 | NED | KP    | Pelle Clement                                               |
| 23 | NED | CS    | Eliano Reijnders                                            |
| 25 | NED | KP    | Immanuel Pherai (kölcsönben a Borussia Dortmund csapatától) |
| 27 | SRB | CS    | Slobodan Tedić (kölcsönben a Manchester City csapatától)    |
| 29 | NED | CS    | Thomas Buitink (kölcsönben a Vitesse csapatától)            |
| 30 | NED | KP    | Dean Huiberts                                               |
| 31 | JPN | V     | Sai van Wermeskerken                                        |
| 32 | NED | CS    | Jarno Westerman                                             |
| 40 | NED | K     | Mike Hauptmeijer                                            |
|    | NED | K     | Nigel Bertrams (kölcsönben az FC Groningen csapatától)      |

### Kölcsönben
| #  |     | Poszt | Név                                        |
| -- | --- | ----- | ------------------------------------------ |
| 10 | NED | KP    | Clint Leemans (a De Graafschap csapatánál) |

## Teljesítmény az élvonalban
| Szezon  | Helyezés | Pontok | Meccsek |       |
| ------- | -------- | ------ | ------- | ----- |
| 1978–79 | 8.       | 32     | 34      |       |
| 1979–80 | 14.      | 27     | 34      |       |
| 1980–81 | 9.       | 30     | 34      |       |
| 1981–82 | 15.      | 26     | 34      |       |
| 1982–83 | 13.      | 27     | 34      |       |
| 1983–84 | 14.      | 29     | 34      |       |
| 1984–85 | 18.      | 17     | 34      | kieső |
| 1986–87 | 11.      | 31     | 34      |       |
| 1987–88 | 13.      | 29     | 34      |       |
| 1988–89 | 16.      | 25     | 34      | kieső |
| 2002–03 | 16.      | 32     | 34      |       |
| 2003–04 | 18.      | 26     | 34      | kieső |
| 2012–13 | 11.      | 39     | 34      |       |
| 2013–14 | 11.      | 40     | 34      |       |
| 2014–15 | 6.       | 53     | 34      |       |
| 2015–16 | 8.       | 48     | 34      |       |

## Klubelnökök
| - Jan-Willem van der Wal (19??-81) - Marten Eibrink (1981–89) | - Gaston Sporre (1989–98) - Ronald van Vliet (1998-09) | - Arjan Jansen (2009) - Adriaan Visser (2009-) |

## Sikerei
- Eerste Divisie
  - Bajnok (3): 1977-78, 2001–02, 2011-12

- Holland labdarúgókupa
  - Győztes (1): 2013-14

## Élvonalbeli statisztikák
| Meccsek              | 476                           |
| Győzelmek            | 118                           |
| Vereségek            | 216                           |
| Döntetlenek          | 142                           |
| Pontok               | 378                           |
| Lőtt gólok           | 585                           |
| Kapott gólok         | 849                           |
| Szezonok             | 14                            |
| Legjobb helyezés     | 6 (2014/2015)                 |
| Legrosszabb helyezés | 18 (1984/1985) 18 (2003/2004) |

## Másodosztálybeli statisztikák
| Meccsek              | 1066                                      |
| Győzelmek            | 479                                       |
| Vereségek            | 292                                       |
| Döntetlenek          | 295                                       |
| Pontok               | 1253                                      |
| Lőtt gólok           | 1762                                      |
| Kapott gólok         | 1313                                      |
| Szezonok             | 30                                        |
| Legjobb helyezés     | 1 (1977/1978) 1 (2001/2002) 1 (2011/2012) |
| Legrosszabb helyezés | 17 (1991/1992)                            |

## Összesített statisztika
| Meccsek      | 2010 |
| Győzelmek    | 764  |
| Vereségek    | 722  |
| Döntetlenek  | 524  |
| Pontok       | 2052 |
| Lőtt gólok   | 3113 |
| Kapott gólok | 3192 |
| Szezonok     | 59   |